# Kwawar
Kwawar var hos Gabrielioindianerna från området kring nuvarande Los Angeles i Kalifornien den högste guden, han som skapade världen ovanpå fyra jättar. Det ska vara då han rör sig som jordskalv inträffar.